# Bombus supremus
Bombus supremus là một loài Hymenoptera trong họ Apidae. Loài này được Morawitz mô tả khoa học năm 1887.